# Danielssonia minuta
Danielssonia minuta är en skalbaggsart som beskrevs av Bordat och Henry Fuller Howden 1995. Danielssonia minuta ingår i släktet Danielssonia och familjen Aphodiidae. Inga underarter finns listade i Catalogue of Life.